# Фудокі
Фудо́кі　(風土記, ふどき, «Записи крайових звичаїв») — японські краєзнавчо-етнографічні твори 8 століття періоду Нара. Складені після 713 року за наказом імператриці Ґеммей. Для розрізнення із однойменними творами пізніших часів інколи називаються Кофудокі (古風土記, «Старі фудокі»).
Упорядковані у 66 окремих збірників за кількістю провінцій Японії. Містять провінційні легенди стародавніх часів, перекази про походження назв місцевостей повітів, волостей і сіл, інформацію про рельєф і якість землі, традиційні товари і продукти харчування, станції та відстань до столиці. 
На сьогодні збереглися лише 5 збірників:
- Записи крайових звичаїв провінції Бунґо (豊後国風土記, Бунґо-но-куні фудокі) — частково (?);
- Записи крайових звичаїв провінції Ідзумо (出雲国風土記, Ідзумо-но-куні фудокі) — повністю (733);
- Записи крайових звичаїв провінції Харіма (播磨国風土記, Харіма-но-куні фудокі) — частково (715);
- Записи крайових звичаїв провінції Хідзен (肥前国風土記, Хідзен-но-куні фудокі) — частково (?);
- Записи крайових звичаїв провінції Хітаті (常陸国風土記, Хітаті-но-куні фудокі) — частково (721).

Справили значний вплив на розвиток синто, історичних наук, географії, лінгвістики та літературознавства в Японії пізніших часів, особливо школи кокуґаку періоду Едо.